# Stadion miniżużlowy im. Bogusława Nowaka i Janusza Woźnego w Wawrowie
Stadion miniżużlowy w Wawrowie, oficjalnie: Stadion miniżużlowy im. Bogusława Nowaka i Janusza Woźnego – stadion miniżużlowy w Wawrowie, niedaleko Gorzowa Wielkopolskiego.
30 marca 2022 roku stadion nazwano imionami Bogusława Nowaka (byłego żużlowca i trenera Stali Gorzów Wielkopolski) i Janusza Woźnego (budowniczego stadionu). Tablica została umiejscowiona 1 maja 2022 roku – przy okazji rozpoczęcia sezonu majówkowego, przed wjazdem na parking klubowy.

## Historia

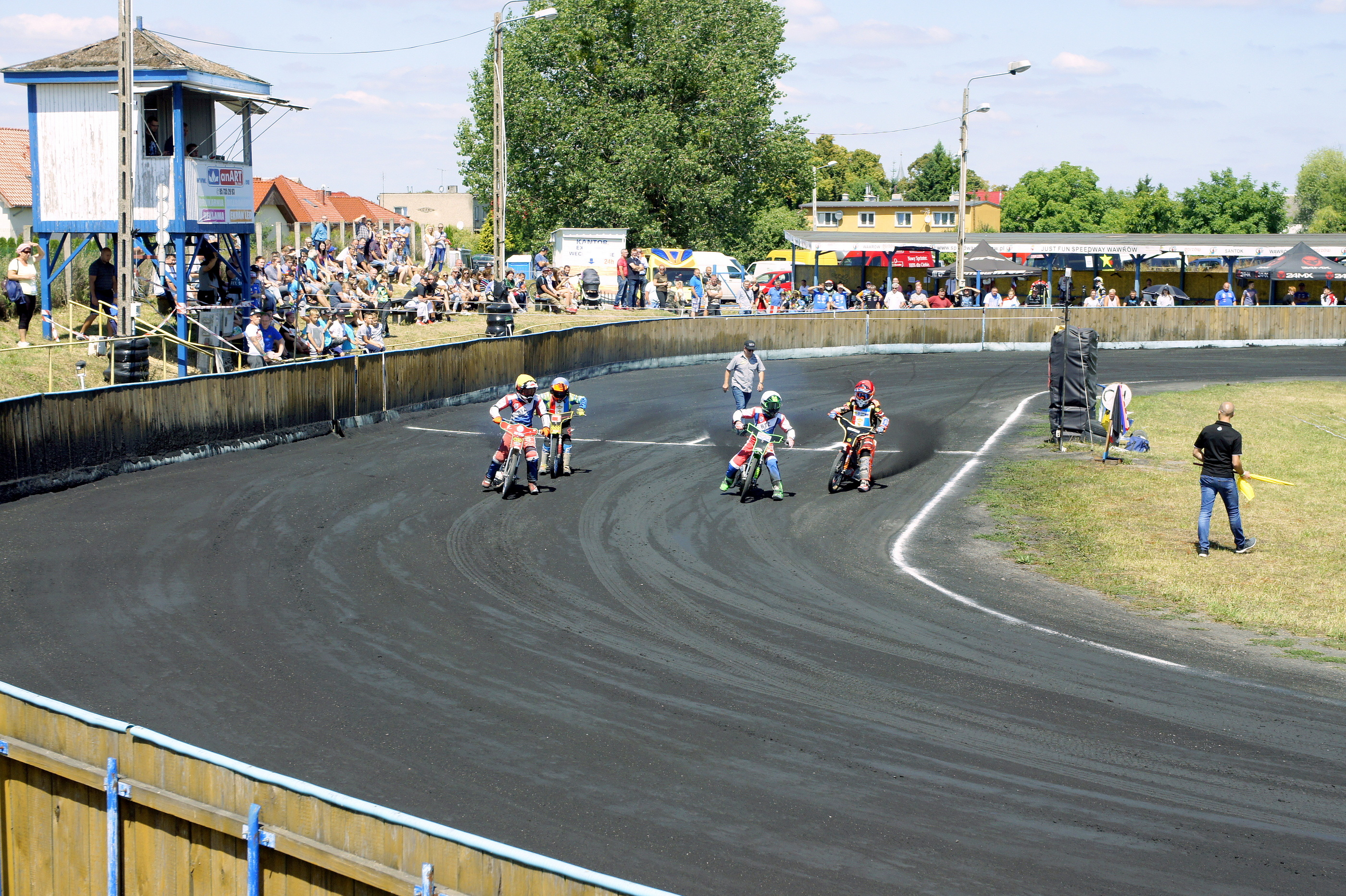
Stadion miniżużlowy w Wawrowie. Widok z pierwszego wirażu

Otwarcie minitoru w Wawrowie miało miejsce 11 listopada 1998 roku. Długość toru miniżużlowego wynosi 130 m., natomiast szerokość na prostych to 10 m., a na łukach – 12,5 m. Po dokonaniu modernizacji, m.in. zamontowaniu bandy, wieżyczki sędziowskiej i zainstalowaniu sztucznego oświetlenia, 30 czerwca 2001 roku ponownie dokonano uroczystego otwarcia obiektu. Stadion – jako pierwszy obiekt miniżużlowy w Polsce, otrzymał wówczas homologację.
Obiekt gościł wiele zawodów rangi krajowej i międzynarodowej, w tym finały: European 85cc Youth Speedway Racing Cup w 2003 roku (była to pierwsza edycja tych zawodów) i FIM Speedway Youth Gold Trophy 85cc w 2005 roku, a także zawody Międzynarodowego Grand Prix miniżużla, o drużynowe i indywidualne mistrzostwo Polski, rundy Pucharu Polski par klubowych oraz turniej pod nazwą Talenty Europy.